# حوی‌ها
هیویت‌ها یا حوی‌ها (عبری: חִוִּים‎) طبق جدول ملل در پیدایش ۱۰ (۱۰:۱۷) یک گروه از فرزندان کنعان (پسر حام)، پسر حام بودند. پیشنهادهای گوناگونی ارائه شده‌است، اما فراتر از ارجاعات موجود در کتاب مقدس به حویان در سرزمین کنعان، دربارهٔ هویت تاریخی دقیق آنها اتفاق نظری حاصل نشده‌است.